# Зерринабад
Зерринаба́д (перс. زرین‌آباد‎, азерб. Zərrinabad) — небольшой город на северо-западе Ирана, в провинции  Зенджан. Административный центр шахрестана Иджруд. На 2006 год население составляло 1 944 человека.

## География
Город находится в южной части Зенджана, в горной местности, на высоте 1 731 метра над уровнем моря.
Зерринабад расположен на расстоянии приблизительно 32 километров к юго-западу от Зенджана, административного центра остана и на расстоянии 278 километров к западу-северо-западу (WNW) от Тегерана, столицы страны. Ближайший аэропорт находится в городе Зенджан.